# Tetsuro Uki
Tetsuro Uki (浮氣 哲郎 Uki Tetsuro?), född 4 oktober 1971 i Chiba prefektur, är en japansk före detta fotbollsspelare.
Uki började sin karriär 1994 i Tokyo Gas. Efter Tokyo Gas spelade han för JEF United Ichihara, Omiya Ardija, Montedio Yamagata, Oita Trinita, Shonan Bellmare, Yokohama FC och FC Kariya. Han avslutade karriären 2007.